# 須磨站
須磨站（日语：／ Suma eki */?）是位於兵庫縣神戶市須磨區須磨浦通四丁目，西日本旅客鐵道（JR西日本）山陽本線（JR神戶線）的車站。車站編號為JR-A68。
此站停靠普通車與在電車線行走的快速列車。

## 歷史
- 1888年（明治21年）11月1日 - 山陽鐵道兵庫站至明石站之間開通，此站啟用。為旅客、貨運車站。
- 1906年（明治39年）12月1日 - 山陽鐵道國有化（日语：鉄道国有法），成為官設鐵道車站。
- 1909年（明治42年）10月12日 - 制定路線名稱。成為山陽本線車站。
- 1934年（昭和9年）
  - 7月20日 - 吹田站至此站之間開始電氣化運輸。
  - 9月20日 - 此站至明石站之間開始電氣化運輸。
- 1947年（昭和22年）10月15日 - 開始在此站進行貨物裝卸[1]。
- 1949年（昭和24年）9月15日 - 不再在此站進行貨物裝卸。
- 1987年（昭和62年）4月1日 - 伴隨國鐵分割民營化，車站由西日本旅客鐵道（JR西日本）營運。
- 1988年（昭和63年）3月13日 - 制定路線別名「JR神戶線」。
- 1995年（平成7年）
  - 1月17日 - 發生阪神大地震，此站暫停營業。
  - 1月23日 - 此站至西明石站之間重開。
  - 1月30日 - 神戶站至此站之間重開。
- 1997年（平成9年）2月16日 - 引入JR神戶線標準進站音樂「細波」。
- 2002年（平成14年）7月29日 - 引入JR京都・神戶線運行管理系統（日语：アーバンネットワーク運行管理システム#JR京都・神戸線システム）。
- 2003年（平成15年）11月1日 - 此站可以使用IC卡ICOCA[2]。
- 2007年（平成19年）
  - 3月18日 - 更新車站自動廣播（日语：駅自動放送）。
  - 5月13日 - 設置升降機。
- 2008年（平成20年）4月5日 - 引入異常時信息提供系統（日语：アーバンネットワーク運行管理システム#異常時情報提供ディスプレイ）。
- 2010年（平成22年）1月30日 - 綠色窗口結束營業，設置綠色售票機（日语：みどりの券売機）。
- 2011年（平成23年）2月9日 - 自動閘機（日语：自動改札機）改用JR西日本Techsia（日语：JR西日本テクシア）製的AG50型。
- 2018年（平成30年）3月17日 - 引入車站編號並開始使用[3]。

## 車站構造

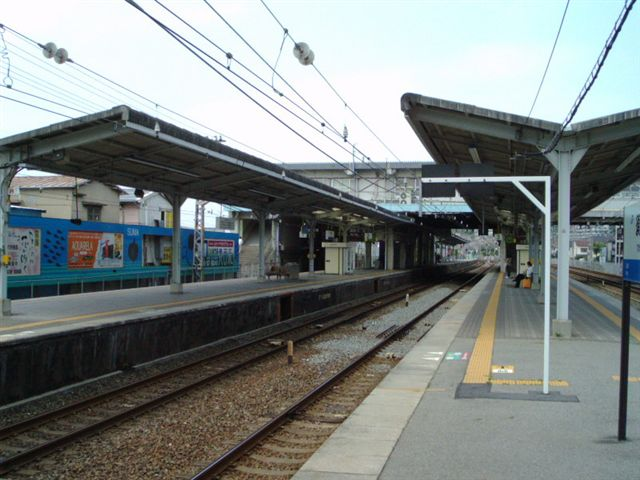
月台

車站是一座設有跨站式站房的地面車站，設有2面4線的島式月台（只設於電車線）。由於在電車線上行走的快速列車會停此站，所有月台可容納12卡車廂，可進行緩急接續。車站設有場內、出發信號機。
此站位於JR特定都區市內制度中，「神戶市內」的車站。在都市網絡範圍內的車站。此站可使用ICOCA與互相使用的IC卡。此站為直營車站，由神戶站管理，此站設有綠色窗口。
在2010年（平成22年）1月30日，綠色窗口結束營業，替而代之為設置綠色售票機。在以後市面上的「JR時間表」中會以「綠色售票機設置站」標示。

### 月台
| 月台 | 路線     | 方向 | 目的地                 | 備註            |
| ---- | -------- | ---- | ---------------------- | --------------- |
| 1、2 | JR神戶線 | 下行 | 西明石、姬路方向       |                 |
| 3、4 | JR神戶線 | 上行 | 三之宮、尼崎、大阪方向 | 部分使用2號月台 |

- 以上的路線名是使用旅客資訊上的名稱（別名、愛稱）。

## 時間表
在日間時段中，每小時設有12班列車（快速4班，普通8班，當中4班普通列車於本站折返）。在早上和黃昏繁忙時段會較多班次，但是沒有列車會在此站折返，而是繼續往返西明石站。

## 使用情況
根據《兵庫縣統計書》，在2018年（平成30年）度1日平均上車人次為11,969人。
以下為車站近年1日平均上車人次：
| 年度   | 1日平均 上車人次 |
| ------ | ---------------- |
| 1999年 | 12,719           |
| 2000年 | 12,739           |
| 2001年 | 12,595           |
| 2002年 | 12,695           |
| 2003年 | 12,681           |
| 2004年 | 12,556           |
| 2005年 | 12,680           |
| 2006年 | 12,895           |
| 2007年 | 12,968           |
| 2008年 | 12,490           |
| 2009年 | 12,328           |
| 2010年 | 12,288           |
| 2011年 | 12,383           |
| 2012年 | 12,405           |
| 2013年 | 12,674           |
| 2014年 | 12,349           |
| 2015年 | 12,388           |
| 2016年 | 12,122           |
| 2017年 | 12,105           |
| 2018年 | 11,969           |

## 車站周邊

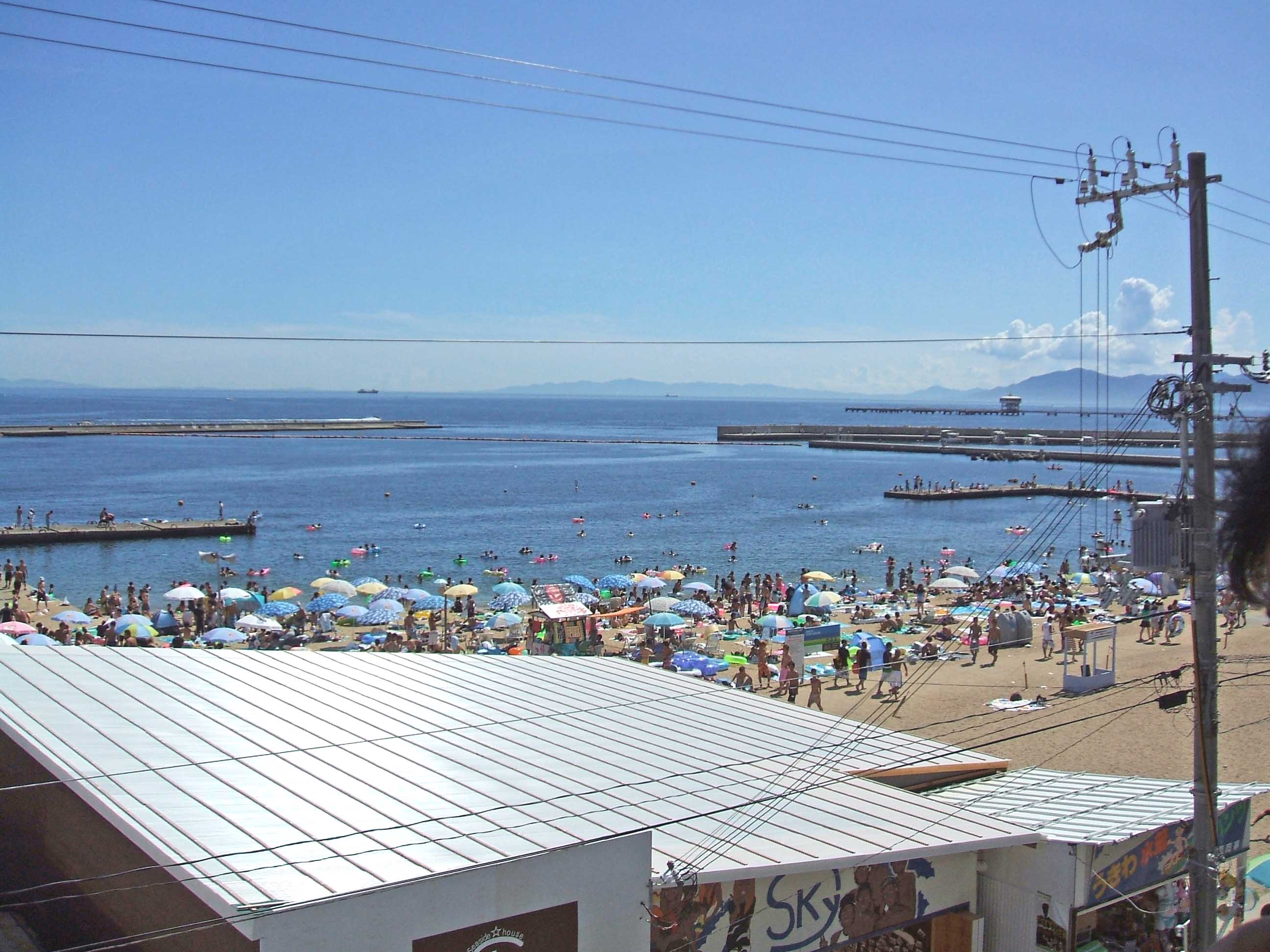
須磨站南邊的須磨海灘(在車站第2層攝影)

- 山陽電氣鐵道本線山陽須磨站－相距約100公尺，可站外轉乘
- 須磨海岸（日语：須磨海岸）
- 須磨浦公園（日语：須磨浦公園）
  - 一之谷之戰之濱碑
  - 源平合戰800年記念碑
  - 敦盛墳塚
  - 子規、虚子師弟句碑
  - 芭蕉蝸牛句碑
  - 蕪村句碑
  - 2.4噸的地球儀（阪神大地震記念碑）
  - 綠之塔
- 關守稻荷神社（日语：関守稲荷神社）
- 村上帝社（日语：村上帝社）
- 諏訪神社（日语：諏訪神社）
- 綱敷天滿宮（日语：綱敷天満宮 (神戸市)）
- 現光寺（源氏寺）
  - 子規句碑
  - 芭蕉句碑
- 內裏公園（街區公園）
  - 傳説安德帝内裏遺址
  - Yuki Kato石燈籠
  - 和宮像
- 須磨海濱公園（日语：須磨海浜公園）
  - 和田岬燈塔（日语：和田岬灯台）
  - 神戶市立國民宿舍（日语：国民宿舎）海朋友須磨

## 巴士路線
所有均為神戶市巴士路線，而71、75系統神姬巴士負責。
- 山陽須磨站東邊國道2號東行
  - 71（日语：神戸市バス落合営業所#71系統） 往北須磨團地（日语：須磨ニュータウン）方向
  - 72（日语：神戸市バス落合営業所#72系統） 往多井畑方向
  - 75（日语：神戸市バス落合営業所#75系統） 往妙法寺站（部分為神戶女子大學（日语：神戸女子大学）專用班次[5]。一般乘客不能上車）
  - 區（日语：神戸市バス落合営業所#75系統） 經須磨區政廳往妙法寺站（系統使「區」顯示）
  - 81（日语：神戸市バス松原営業所#81系統） 往地下鐵長田站前方向
- 山陽須磨站南邊國道2號西行（南邊羅森前）
  - 71・72・75・81　往須磨一之谷方向

## 其他
- 在晚間，從此站的閘口層向須磨海岸方向觀望，可看見神戶機場的進場燈光系統與即將降落或剛起飛的飛機。
- 在海灘季節，車站南邊設有海之家（日语：海の家）。此外，也會有穿著泳衣的人們前往此站商店（例如便利商店）購買物品。另外，為了節約成人1000日圓的海之家（日语：海の家）使用費，很多海灘客會在此站廁所更換泳衣。因此，此站的多用途廁所會在這個時期加上鎖[6]。
- 此站的6人的士會在許多神戶女子大學（鄰近此站）的學生使用，在平日8至12時為最多學生使用。另外，此站的首班列車是在凌晨1時19分往西明石的普通列車，在臨近尾班車時期會有許多在此站下車的人轉乘的士。
- 在1967年（昭和42年）7月9日的水災中，此站周邊均發生水浸。這是由於此站的地形是較容易積聚雨水。
- 在1975年（昭和50年）12月27日下午3時50分，一架各站停車列車的車長大山健一在此站待避新快速（當時新快速在電車線行走）時，一架新快速列車即將通過本線月台，此時該車長正在跳落路軌拯救一名醉酒的老人，最後使該車長和老人被新快速撞倒殉職。該車長只入職2年，這個英勇事蹟建立一個紀念碑。

## 相鄰車站
西日本旅客鐵道
 JR神戶線（山陽本線）
■新快速（經列車線，只有早上上行班次）
通過
■快速（經電車線）
兵庫（JR-A64）－須磨（JR-A68）－垂水（JR-A70）
■普通（包括直通至JR東西線、學研都市線內的區間快速列車）
須磨海濱公園（JR-A67）－須磨（JR-A68）－鹽屋（JR-A69）

## 外部連結
- 須磨｜車站資訊：JR出門網 - 西日本旅客鐵道
- 須磨浦商店街振興組合 （页面存档备份，存于）（日語）